# Jiří Menzel
Jiří Menzel (în cehă: [ˈjɪr̝iː ˈmɛntsl̩] ⓘ) (n. 23 februarie 1938, Praga, Cehoslovacia – d. 5 septembrie 2020, Praga, Cehia) a fost un regizor de film, regizor de teatru, actor și scenarist ceh. Filmele sale combină adesea o viziune umanistică asupra lumii cu sarcasmul și cinematografia provocatoare. Unele dintre aceste filme sunt adaptate din operele unor scriitori cehi precum Bohumil Hrabal și Vladislav Vančura.
Menzel, un membru al Noului val ceh, a devenit celebru pe plan internațional în 1967, când primul său film de lung metraj, Trenuri bine păzite, a câștigat Premiul Oscar pentru cel mai bun film străin. Controversatul film Ciocârliile pe sârmă a fost filmat în 1969, dar a fost inițial interzis de către guvernul Cehoslovaciei. El a fost difuzat în cele din urmă abia în 1990, după căderea regimului comunist. Filmul a obținut Ursul de Aur la cel de-al 40-lea Festival Internațional de Film de la Berlin.
Menzel a fost nominalizat din nou la Premiul Oscar pentru cel mai bun film străin în 1986, cu comedia neagră Sătucul meu. În 1987 a fost membru al juriului la cel de-al 37-lea Festival Internațional de Film de la Berlin. În 1989 a fost membru al juriului la cel de-al 16-lea Festival Internațional de Film de la Moscova. În 1995 a fost membru al juriului la cel de-al 19-lea Festival Internațional de Film de la Moscova. A fost distins cu Premiul IIFA pentru întreaga carieră în noiembrie 2013.

## Filmografie ca regizor
| An   | Titlu în limba română                        | Titlu original                                        | Note                                                         |
| ---- | -------------------------------------------- | ----------------------------------------------------- | ------------------------------------------------------------ |
| 1960 | Prefabricated Houses                         | Domy z panelů                                         | Film realizat ca student                                     |
| 1963 | Our Mr. Foerster Died                        | Umřel nám pan Foerster                                | Film realizat ca student                                     |
| 1965 | Concert '65                                  | Koncert 65                                            | Scurtmetraj documentar                                       |
| 1965 | Crime at the Girls School                    | Zločin v dívčí škole                                  | Segmentul „Crime at the Girls School”                        |
| 1966 | Micile perle                                 | Perličky na dně                                       | Segmentul „Smrt pana Baltazara” (Moartea domnului Balthazar) |
| 1966 | Trenuri bine păzite                          | Ostře sledované vlaky                                 | Câștigător al Premiului Oscar                                |
| 1968 | Crimă la cabaret                             | Zločin v šantánu                                      |                                                              |
| 1968 | Vară capricioasă                             | Rozmarné léto                                         |                                                              |
| 1969 | Ciocârliile pe sârmă                         | Skřivánci na niti                                     | Interzis și nedifuzat până în 1990                           |
| 1974 | Altered Landscapes                           | Proměny krajiny                                       | Scurtmetraj documentar                                       |
| 1974 | Who Looks for Gold?                          | Kdo hledá zlaté dno                                   |                                                              |
| 1976 | Seclusion Near a Forest                      | Na samotě u lesa                                      |                                                              |
| 1978 | Acei oameni minunați cu aparatul de filmat   | Báječní muži s klikou                                 |                                                              |
| 1980 | Amintiri                                     | Postřižiny                                            |                                                              |
| 1981 | Tři v tom                                    | Tři v tom                                             | Teatru TV                                                    |
| 1982 | Krasosmutnění                                | Krasosmutnění                                         | Teatru TV                                                    |
| 1982 | Dr. Johann Faust, Praha II., Karlovo nám. 40 | Dr. Johann Faust, Praha II., Karlovo nám. 40          | Teatru TV                                                    |
| 1984 | The Snowdrop Festival                        | Slavnosti sněženek                                    |                                                              |
| 1985 | Sătucul meu                                  | Vesničko má středisková                               | Nominalizat la Premiul Oscar                                 |
| 1986 | Chocolate Cop                                | Die Schokoladenschnüffler                             |                                                              |
| 1989 | Sfârșitul vremurilor vechi                   | Konec starých časů                                    |                                                              |
| 1991 | Audience                                     | Audience                                              | Film TV                                                      |
| 1991 | Opera cerșetorilor                           | Žebrácká opera                                        |                                                              |
| 1993 | Viața și aventurile soldatului Ivan Cionkin  | Život a neobyčejná dobrodružství vojáka Ivana Čonkina |                                                              |
| 1998 | Jacobowski a plukovník                       | Jacobowski a plukovník                                | Film TV                                                      |
| 2002 | Ten Minutes Older                            | Ten Minutes Older                                     | Segmentul „One Moment”                                       |
| 2006 | În slujba regelui Angliei                    | Obsluhoval jsem anglického krále                      |                                                              |
| 2013 | Don Juanii                                   | Donšajni                                              |                                                              |

## Serial TV
- Hospoda (Cârciuma) (1996). Un sitcom în care Menzel interpretează un psihiatru care vine în fiecare zi într-o cârciumă din Praga. El se distrează cu prietenii săi.

## Vizita în România
În mai 2011, Jiří Menzel s-a aflat timp de patru zile la București, pentru a-și prezenta o retrospectivă de șapte filme,   pe care i-a dedicat-o Centrul Ceh și Ambasada Cehiei.
„Filmul său ”Trenuri strict supravegheate”, după Bohumil Hrabal, a câștigat în 1968 Premiul Oscar pentru film străin (rarisim pentru o țară din lagărul sovietic), certificând astfel succesul pe plan internațional al tinerei generații de cineaști cehi.”
Adevărul.ro/Cultura 
„Cel mai recent film al regizorului, „L-am servit pe regele Angliei" (2006), este o spumoasă ecranizare a unui roman scris de Hrabal în 1974, care - prin intermediul tribulațiilor unui ospătar care, din perioada interbelică până în era comunistă, se „atinge" de diverși oameni importanți - realizează o frescă a „delirului" secolului XX și a insanității celor două sisteme totalitare cărora le-a căzut pradă Europa Centrală.”
Adevărul.ro/Cultura 
„Cunoscutul regizor ceh Jiri Menzel a fost invitatul jurnalistului si filmologului Cristian Tudor Popescu într-un interviu pentru gândul TV, unde a vorbit despre viitorul cinematografiei, despre importanța publicului în sălile de film …”
„Jiří Menzel este un reprezentant al noului val al cinematografiei cehești din anii ’60. A fost distins cu premiul Oscar pentru cel mai bun film străin ”Trenuri strict supravegheate” în 1968, rămânând în actualitate și în zilele de azi cu filme precum ”L-am servit pe regele Angliei” (2006).”
Gândul 